# Constante de Fermi

Desintegración en un núcleo atómico (el antineutrino acompañante se omite). El recuadro muestra el decaimiento beta de un neutrón libre. En ambos procesos, no se muestra la emisión intermedia de un virtual (que luego se descompone al electrón y antineutrino).

 En física de partículas, la interacción de Fermi o constante de Fermi (también llamada la Teoría de la desintegración Beta de Fermi) es una explicación de la desintegración beta propuesta por Enrico Fermi en 1933. La teoría postula cuatro fermiones interactuando directamente unos con los otros, en un vértice.
Por ejemplo, esta interacción explica la desintegración beta de un neutrón por acoplamiento directo de un neutrón con:
1. un electrón,
2. un antineutrino y
3. un protón.[3] Fermi introdujo por primera vez este acoplamiento en su descripción de 1933 de la desintegración beta.[4]
4. un W−

 virtual

## Historia de su rechazo inicial y posterior publicación
Fermi presentó por primera vez su "tentativa" de teoría de la desintegración beta a la famosa revista de ciencia Nature, que la rechazó por ser "demasiado especulativa". Nature admitió más tarde que el rechazo fue uno de los grandes errores editoriales en su historia. Fermi presentó entonces el documento a publicaciones italianas y alemanas, que lo aceptaron y publicaron en 1933 en esos idiomas, pero no apareció en ese momento de la publicación primaria en inglés. (Nature finalmente publicaría de manera tardía el informe de Fermi sobre la desintegración beta en inglés el 16 de enero de 1939).
Fermi encontró el rechazo inicial del papel tan problemático que decidió tomarse un tiempo libre de la física teórica, y hacer sólo física experimental. Esto llevaría en breve a su famoso trabajo con la temperatura neutrónica con neutrones lentos.

## La naturaleza de la interacción
La interacción podría explicar también la desintegración del muon a través de un acoplamiento de un muon, un electrón-antineutrino, un muon-neutrino y un electrón, con la misma fuerza fundamental de la interacción. Esta hipótesis fue planteada por Gershtein y Zeldovich y se conoce como la hipótesis de corriente de vectores conservada.
La teoría de cuatro fermiones de Fermi describe la interacción débil muy bien. Desafortunadamente, la sección transversal calculada crece con el cuadrado de la energía {\displaystyle \sigma \approx G_{\rm {F}}^{2}E^{2}}, por lo que es poco probable que la teoría sea válida a energías superiores a los 100 GeV. La solución es reemplazar la teoría de cuatro fermiones por una teoría más completa completitud ultravioleta, un intercambio de un boson W o Z tal como es explicado en el modelo electrodébil.
En la teoría original, Fermi asume que la forma de interacción es un contacto de acoplamiento de dos corrientes de vectores. Posteriormente, fue señalado por Tsung-Dao Lee y Chen Ning Yang que nada impide la aparición de una corriente axial que viola la paridad, y esto fue confirmado por el experimento de Wu llevado a cabo por Chien-Shiung Wu.
| |
| Interacción de Fermi mostrando el actual vector de fermiones de 4- puntos, acoplado bajo la constante de acoplamiento de Fermi {\displaystyle G_{f}}. La teoría de Fermi fue el primer esfuerzo teórico en describir las proporciones nucleares (¿?) para el decaimiento beta. |

Se incluye la Violación de la paridad en la interacción de Fermi, algo que fue hecho por George Gamow y Edward Teller en las llamadas transiciones de Gamow-Teller, que describen la interacción de Fermi en términos de Desintegraciones Violadoras de la paridad y Desintegraciones Conservadoras de la paridad haciendo una analogía con los estados de Espín paralelos y antiparalelos del electrón y el neutrino. Antes de la llegada de la teoría electrodébil y del Modelo estándar de física de partículas, George Sudarshan y Robert Marshak, y también de forma independiente Richard Feynman y Murray Gell-Mann, fueron capaz de determinar la correcta estructura del tensor (vector menos Vector axial, {\displaystyle {\mathit {V-A}}\,} de la interacción de cuatro fermiones.

## Constante de Fermi
La fuerza de la interacción de Fermi viene dada por la constante de acoplamiento de Fermi {\displaystyle G_{F}}. La determinación experimental más precisa de la constante de Fermi viene dada a partir de mediciones de la desintegración exponencial del muon, que es inversamente proporcional al cuadrado de {\displaystyle G_{f}}. en términos modernos:
{\displaystyle {\frac {G_{\rm {F}}}{(\hbar c)^{3}}}={\frac {\sqrt {2}}{8}}{\frac {g^{2}}{m_{\rm {W}}^{2}}}=1.16637(1)\times 10^{-5}\;{\textrm {GeV}}^{-2}\ .}
Aquí {\displaystyle g} es la constante de acoplamiento de la Interacción débil, y {\displaystyle m_{W}} es la masa del bosón W el cual media en la desintegración en cuestión.
En el Modelo Estándar, la constante de Fermi está relacionado con el el valor esperado del vacío según Higgs {\displaystyle v=({\sqrt {2}}G_{\rm {F}})^{-1/2}\simeq 246.22\;{\textrm {GeV}}}